# لو جینچینگ
لو جینچینگ (انگلیسی: Lü Jinqing؛ زادهٔ ۵ دسامبر ۱۹۶۲) بازیکن بسکتبال اهل چین بود. وی در بازی‌های المپیک تابستانی ۱۹۸۴ شرکت کرده‌است.